# Alessandro Budel
Alessandro Budel (Milano, 25 febbraio 1981) è un allenatore di calcio ed ex calciatore italiano, di ruolo centrocampista.

## Carriera

### Club
Esordisce nel 2000 nello Spezia, con cui disputa due campionati di Serie C1. Passa poi alla Triestina, al Lecce ed al Genoa. Successivamente si trasferisce al Parma e al Cagliari, dove resta per due stagioni. Il 2 gennaio 2008 trova un accordo per la rescissione del contratto che lo legava al Cagliari fino a giugno 2008. Il 17 gennaio si lega ufficialmente all'Empoli, prendendo il numero 32 e diventando un titolare della squadra. Segna due gol, contro Napoli e Catania, in 19 partite in Serie A.
Nel mese di giugno 2008 si trasferisce nuovamente al Parma, con cui firma un contratto quadriennale con scadenza il 30 giugno 2012. Segna il primo gol in gialloblu contro l'Albinoleffe e il secondo in casa della Triestina, nella gara finita 3-0 per i crociati.
Il 15 gennaio 2010 si trasferisce con la formula della compartecipazione al Brescia, club che milita in Serie A.
Il 13 gennaio 2011 si trasferisce con la formula del prestito con diritto di riscatto al Torino, squadra che milita in Serie B.
Terminata la stagione ritorna nelle "rondinelle", che risolvono in loro favore la comproprietà con il Parma.
Il 6 ottobre 2012 realizza la sua prima rete con la maglia delle rondinelle nella partita vinta dal Brescia per 2-0 contro il Lanciano.
Il 1º febbraio 2016 recede consensualmente il contratto con il Brescia e si accasa a titolo definitivo alla Pro Vercelli. Il 6 febbraio esordisce con la nuova maglia proprio contro il Brescia, nella gara vinta 2-1, entrando all'85'. In un anno gioca 27 partite di campionato e una di Coppa Italia. Il 31 gennaio 2017 rescinde però il suo contratto con la Pro.
Nel luglio 2017 a Coverciano si allena con altri giocatori svincolati e inizia il corso da allenatore UEFA B che consente di allenare in Serie D.

### Dopo il ritiro
Nel 2018 è diventato commentatore tecnico per DAZN.
Si è anche occupato di moda come amministratore delegato della società di famiglia Manifatture Lombarde srl che produceva su commissione accessori e borse di lusso e che nel 2024 è stata coinvolta in una vicenda giudiziaria per delle commesse avute dal gruppo Armani subappaltate a un gruppo cinese che praticava caporalato e sfruttamento di operai negli opifici, anche se l'ex calciatore non risulta indagato.

## Statistiche

### Presenze e reti nei club
| Stagione            | Squadra             | Campionato          | Campionato | Campionato | Coppe nazionali | Coppe nazionali | Coppe nazionali | Coppe continentali | Coppe continentali | Coppe continentali | Altre coppe | Altre coppe | Altre coppe | Totale | Totale |
| Stagione            | Squadra             | Comp                | Pres       | Reti       | Comp            | Pres            | Reti            | Comp               | Pres               | Reti               | Comp        | Pres        | Reti        | Pres   | Reti   |
| ------------------- | ------------------- | ------------------- | ---------- | ---------- | --------------- | --------------- | --------------- | ------------------ | ------------------ | ------------------ | ----------- | ----------- | ----------- | ------ | ------ |
| 2000-2001           | Spezia              | C1                  | 22+1       | 0          | CI-C            | 4               | 1               | -                  | -                  | -                  | -           | -           | -           | 27     | 1      |
| 2001-2002           | Spezia              | C1                  | 24+1       | 1          | CI-C            | 1               | 0               | -                  | -                  | -                  | -           | -           | -           | 26     | 1      |
| Totale Spezia       | Totale Spezia       | Totale Spezia       | 46+2       | 1          |                 | 5               | 1               |                    | -                  | -                  |             | -           | -           | 53     | 2      |
| 2002-2003           | Triestina           | B                   | 33         | 0          | CI              | 6               | 0               | -                  | -                  | -                  | -           | -           | -           | 39     | 0      |
| 2003-gen. 2004      | Lecce               | A                   | 7          | 0          | CI              | 0               | 0               | -                  | -                  | -                  | -           | -           | -           | 7      | 0      |
| gen.-giu. 2004      | Genoa               | B                   | 20         | 0          | CI              | -               | -               | -                  | -                  | -                  | -           | -           | -           | 20     | 0      |
| 2004-gen. 2005      | Parma               | A                   | 10         | 0          | CI              | 2               | 0               | CU                 | 6                  | 1                  | -           | -           | -           | 18     | 1      |
| gen.-giu. 2005      | Cagliari            | A                   | 14         | 0          | CI              | 1               | 0               | -                  | -                  | -                  | -           | -           | -           | 15     | 0      |
| 2005-2006           | Cagliari            | A                   | 30         | 0          | CI              | 4               | 2               | -                  | -                  | -                  | -           | -           | -           | 34     | 2      |
| 2006-2007           | Cagliari            | A                   | 30         | 1          | CI              | 2               | 0               | -                  | -                  | -                  | -           | -           | -           | 32     | 1      |
| 2007-gen. 2008      | Cagliari            | A                   | 9          | 0          | CI              | 1               | 0               | -                  | -                  | -                  | -           | -           | -           | 10     | 0      |
| Totale Cagliari     | Totale Cagliari     | Totale Cagliari     | 83         | 1          |                 | 8               | 2               |                    | -                  | -                  |             | -           | -           | 90     | 3      |
| gen.-giu. 2008      | Empoli              | A                   | 19         | 2          | CI              | -               | -               | CU                 | -                  | -                  | -           | -           | -           | 19     | 2      |
| 2008-2009           | Parma               | B                   | 35         | 3          | CI              | 1               | 0               | -                  | -                  | -                  | -           | -           | -           | 36     | 3      |
| 2009-gen. 2010      | Parma               | A                   | 1          | 0          | CI              | 0               | 0               | -                  | -                  | -                  | -           | -           | -           | 1      | 0      |
| Totale Parma        | Totale Parma        | Totale Parma        | 46         | 3          |                 | 3               | 0               |                    | 6                  | 1                  |             | -           | -           | 53     | 4      |
| gen.-giu. 2010      | Brescia             | B                   | 20+3       | 1          | CI              | -               | -               | -                  | -                  | -                  | -           | -           | -           | 23     | 1      |
| 2010-gen. 2011      | Brescia             | A                   | 12         | 0          | CI              | 2               | 0               | -                  | -                  | -                  | -           | -           | -           | 14     | 0      |
| gen.-giu. 2011      | Torino              | B                   | 16         | 0          | CI              | -               | -               | -                  | -                  | -                  | -           | -           | -           | 16     | 0      |
| 2011-2012           | Brescia             | B                   | 28         | 0          | CI              | 1               | 0               | -                  | -                  | -                  | -           | -           | -           | 29     | 0      |
| 2012-2013           | Brescia             | B                   | 35+2       | 3          | CI              | 1               | 0               | -                  | -                  | -                  | -           | -           | -           | 38     | 3      |
| 2013-2014           | Brescia             | B                   | 39         | 4          | CI              | 2               | 0               | -                  | -                  | -                  | -           | -           | -           | 41     | 4      |
| 2014-2015           | Brescia             | B                   | 22         | 0          | CI              | 2               | 0               | -                  | -                  | -                  | -           | -           | -           | 12     | 0      |
| 2015-gen. 2016      | Brescia             | B                   | 0          | 0          | CI              | 0               | 0               | -                  | -                  | -                  | -           | -           | -           | 0      | 0      |
| Totale Brescia      | Totale Brescia      | Totale Brescia      | 156+5      | 8          |                 | 8               | 0               |                    | -                  | -                  |             | -           | -           | 169    | 8      |
| gen.-giu. 2016      | Pro Vercelli        | B                   | 17         | 0          | CI              | -               | -               | -                  | -                  | -                  | -           | -           | -           | 17     | 0      |
| 2016-gen. 2017      | Pro Vercelli        | B                   | 10         | 0          | CI              | 1               | 0               | -                  | -                  | -                  | -           | -           | -           | 11     | 0      |
| Totale Pro Vercelli | Totale Pro Vercelli | Totale Pro Vercelli | 27         | 0          |                 | 1               | 0               |                    | -                  | -                  |             | -           | -           | 28     | 0      |
| Totale carriera     | Totale carriera     | Totale carriera     | 453+7      | 15         |                 | 31              | 3               |                    | 6                  | 1                  |             | -           | -           | 497    | 19     |

## Palmarès

### Club

#### Competizioni giovanili
- Torneo di Viareggio: 1

Milan: 1999